# Glintshake
Glintshake (en ruso: ГШ) es una banda de rock rusa formada en la ciudad de Moscú en 2012. El grupo está compuesto por la vocalista y guitarrista Ekaterina Shilonosova, el guitarrista Yevgeni Gorbunov, el bajista Yegor Sargsyan y el baterista Alexey Yevlanov.

## Historia

### 2012-2014
Los fundadores del grupo, Ekaterina Shilonosova y Yevgeni Gorbunov, se conocieron en Kazán. En 2011, Shilonosova se trasladó a Moscú, donde la banda se formó el siguiente año. El EP debut de Glintshake, Freaky Man, fue grabado por Shilonosova y Gorbunov y publicado en la web en junio de 2012. En octubre, la agrupación publicó un video musical para la canción principal, "Freaky Man", protagonizada por el artista Alexander Krivoshapkin. El bajista Dmitry Midborn y el baterista Vasily Nikitin se unieron a la banda en octubre de 2012. Cada miembro ya había tenido experiencia en otros proyectos musicales: Shilonosova en MAKE y NV, Gorbunov en NRKTK y Stoned Boys, Midborn en Tesla Boy y On-The-Go y Nikitin en Foojitsu.
El primer concierto del grupo tuvo lugar en Kazán el 17 de noviembre de 2012. En marzo de 2013, Glintshake publicó su segundo EP, Evil, tras el cual fueron invitados a varios festivales importantes en Moscú: Bosco Fresh Fest, Afisha Picnic y Faces & Laces. En agosto de 2013 la banda abrió para la banda alternativa estadounidense The Smashing Pumpkins en el Stadium Live de Moscú. En otoño de 2013, el bajista Dmitry Midborn dejó la formación y fue reemplazado por Yegor Sargsyan de la banda Trud. A principios de 2014, el baterista Vasily Nikitin fue reemplazado por Alexey Yevlanov de The Twiggys.
En mayo de 2014, la banda lanzó su álbum debut, Eyebones.

El cuarteto de rock Glintshake comenzó con unas pocas canciones simples y rápidas en el espíritu de la alternativa floja de los noventa - en el nuevo álbum la banda tocó más fuerte e inventiva, por lo que es natural compararlos con Sonic Youth y My Bloody Valentine. Glintshake prometen hacer una "sesión de magia e hipnosis", y gracias a sus nuevas canciones suena muy creíble. El Glintshake actual no va a perdonar a los oyentes - suenan ruidosas, violentas, pero al mismo tiempo muy hermosas.

Ese mismo mes, Glintshake publicó un vídeo para la canción "Wiuwiuwiu", grabado mediante un iPhone y editado en un solo día. En noviembre publicaron un EP, Nano Banana, grabado en un nuevo estudio cerca de Moscú, propiedad del sello Xuman Records. Según Yevgeni Gorbunov, el EP fue "libre en cuanto a estilo", debido a que la banda se alejó de su influencia musical de los años 1990. A finales de 2014, Glintshake grabó la canción "New Year of Hate" para el proyecto de Año Nuevo de la revista Afisha.

### 2015-presente

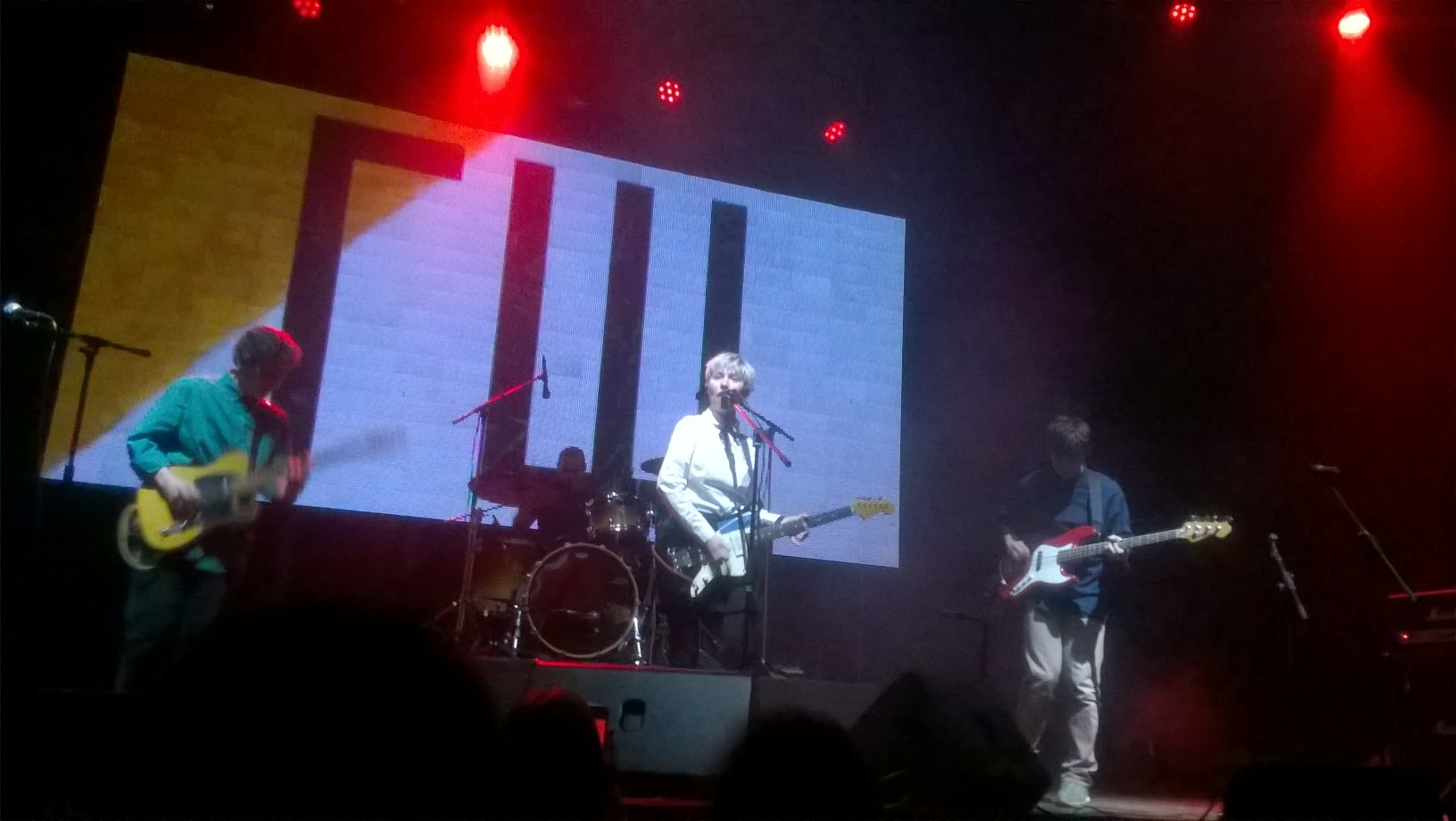
Glintshake en vivo en 2018.

A principios de 2015, Glintshake regrabó la canción "Mu" del EP Nano Banana en ruso. Según Shilonosova, el texto original en inglés se superponía poco con la letra rusa, pero su significado y la atmósfera general no se modificaron. La versión regrabada de "Мu" y la canción "New Year of Hate" fueron lanzadas en la versión de lujo de Nano Banana en junio. En septiembre se publicó un video musical para la canción "Wrong Anthem", creado por el ilustrador Alexander Kostenko.
Al mismo tiempo, la banda anunció que "el viejo y buen Glintshake estaba llegando a su fin, pero el nuevo y malvado estaba empezando". En una entrevista con la página web FURFUR, Yevgeni Gorbunov dijo que la banda había decidido retirarse de la influencia del rock alternativo de los años 1990, dejar de cantar en inglés y dar un giro completo a su trabajo: "...tenemos un montón de material propio, más al estilo de la banda Zvuki Mu". En octubre, Glintshake lanzó un sencillo de su próximo álbum, la canción "Без пятнадцати пять", junto con un video musical. En noviembre lanzaron "Тени".
En 2016, la banda lanzó un álbum de canciones en ruso llamado ОЭЩ МАГЗИУ -un acrónimo críptico en ruso, que puede ser pronunciado como OESCH MAGZIU. En 2018, la versión de Glintshake de la canción de Talking Heads "Psycho Killer" fue utilizada en la banda sonora de la película Leto, que relata historias del movimiento del rock soviético a comienzos de la década de 1980.

## Músicos

### Actuales
- Ekaterina Shilonosova – Voz, guitarra (2012 – presente)
- Yevgeni Gorbunov – Guitarra (2012 – presente)
- Yegor Sargsyan – Bajo (2013 – presente)[14]
- Alexey Yevlanov – Batería, percusión (2014 – presente)[15]

### Anteriores
- Dmitry Midborn – Bajo (2012–2013)
- Vasily Nikitin – Batería (2012–2014)

## Discografía

### Álbumes de estudio
- 2014 – Eyebones
- 2016 – ОЭЩ МАГЗИУ

### EPs
- 2012 – Freaky Man[32]
- 2013 – Evil[10]
- 2014 – Dive
- 2014 – Nano Banana[19]